# Draby
Draby [pronunciación en polaco: /ˈdrabɨ/] es un pueblo ubicado en el distrito administrativo de Gmina Działoszyn, dentro del condado de Pajęczno, Voivodato de Łódź, en el centro de Polonia. Se encuentra a unos 6 kilómetros al suroeste de Działoszyn, a 16 kilómetros al suroeste de Pajęczno, y a 91 kilómetros al suroeste de la capital regional Łódź.